# George Raynor
George Sidney Raynor, född 13 januari 1907 i Hoyland Common, Yorkshire, död 24 november 1985 i Buxton, Derbyshire, var en engelsk fotbollsspelare och fotbollstränare.
Raynor var tränare för Sveriges fotbollslandslag under 1940- och 1950-talet och den mest framgångsrike tränaren i svenska herrlandslagets historia. Han ledde Sverige till OS-guld 1948 och OS-brons 1952. I fotbolls-VM lyckades han föra Sverige till ett brons 1950 och silver 1958.

## Spelarkarriär
Raynor spelade först fotboll i amatörklubbarna Elsecar Bible Class, Mexborough Athletic och Wombwell. Hans första proffsklubb var Sheffield United, som han anslöt sig till 1930, för att endast göra ett framträdande under de två åren han var med i klubben. Mellan 1932 och 1939 spelade han för ytterligare fyra olika Leagueklubbar, den sista av dessa (Aldershot Town FC) säsongen innan kriget.

## Svensk landslagstränare
Raynor såg enligt Putte Kock ut att vara liten, obetydlig och "luggsliten" men omdömet ändrades snart till en vänlig man med pigg iakttagelseförmåga och med stort fotbollskunnande, en karaktär vilket verkade passa bättre till ett lyhört Sverige, än han någonsin skulle passa i det konservativa England. I enlighet med hans inblick i klubbförvaltning, kom Sverige snabbt utvecklats till en stormakt inom landslagsfotboll.
| ”                | George Raynor var en go’ gubbe. Det strömmade godhet ur honom. Han var väldigt vänlig på alla sätt och hade förmågan att ingjuta självförtroende i spelarna. När han blev intervjuad inför VM 1958 sa han att vi skulle gå till VM-final. På en bild i tidningen stod han på Nya Ullevi och gjorde v-tecknet. Det var så typiskt honom. Han tyckte att vi hade ett så bra lag och det var han som komponerade det | „ |
| – Agne Simonsson | |   |

 Sveriges första framträdanden i England under hans ledning var matchen mot England på Highbury 19 november 1947 då Sverige hedersamt förlorade med 4–2.

### OS 1948
Följande år vann Sverige 1948 års olympiska titel då Jugoslavien besegrades med 3–1 i finalen. Tillsammans med lagledaren Putte Kock kom de fram till att Nils Liedholm och Kjell Rosén skulle kunna fungera effektivt som defensiva yttermittfältare. Laget hade en kärna av spelare som några år senare skulle komma att spela i italienska Serie A. Gunnar Gren, Gunnar Nordahl och Liedholm (senare berömda som "Gre-No-Li") bildade en uppfinningsrik slagkraftig trio och värvades snart av imponerade italienska scouter för att förenas i AC Milan.

### VM 1950
Fråntagen sina bästa spelare i ett svenskt nationellt beslut, där proffsen förbjöds att spela i det svenska landslaget, kvalificerade sig trots allt Sverige till VM 1950 i Brasilien. Där vann man genom en bragdmatch över  Italien och kom på tredje plats: dessutom förlorade man endast med uddamålet mot de slutliga mästarna Uruguay.

### OS 1952
Raynor förde Sverige till en bronsmedalj vid 1952 års olympiska spel i Helsingfors.

### VM 1958
Vid denna tidpunkt hade Svenska Fotbollförbundet beslutat att tillåta proffs i landslaget, men de behövde gå med mössan i hand för att de italienska klubbarna skulle släppa Kurt Hamrin (från Calcio Padova), Nacka Skoglund (Inter), Bengt "Julle" Gustavsson (Atalanta BC) och Nils Liedholm (AC Milan). Det fanns dock fortfarande ett behov av att övertyga den svenska allmänheten om behovet av att ta med "utlänningar" i landslaget. Raynor menade, att "Det hade varit omöjligt för oss möta världsklasslag utan sådana artister som Liedholm, Gren, Hamrin och Skoglund". Somliga ansåg det ändå fel att spela med dessa "italienare".[källa behövs]
Med Raynors hjälp gick Sverige till final mot Brasilien. Sverige gjorde första målet genom Liedholm efter fyra minuter, men Brasilien kom tillbaka och med två mål var av Pelé och Vavá vändes resultatet till en 5–2-seger för sydamerikanerna.
Sveriges andraplats är fortfarande den största framgången någonsin för Sverige i ett stort fotbollsmästerskap.

## Klubbtränare
Raynor växlade jobb som tränare under hela denna tid med bland annat, AIK (1949–1952), Åtvidabergs FF (1952–1954), Lazio i Rom (1954–1954) och Coventry City i England (under fem månader 1956), men var tillbaka i Sverige som tränare 1957 för att förbereda herrlandslaget till VM 1958.

## Senare karriär
Nio år senare hade Raynor blivit överflödig efter att i sju månader tränat Doncaster Rovers i engelska fjärdedivisionen. Men kanske ingenting illustrerar kontrasten mellan Raynors internationella profil och den engelska bättre än det faktum att han under sin karriär tränade både italienska Lazio och senare fick arbete som chef för Skegness Town.
Raynor publicerade 1960 den självbiografiska boken Football Ambassador at Large.